# Wenningstedt-Braderup (Sylt)
Wenningstedt-Braderup (Sylt) (nordfriesisch Woningstair-Brēderep (Söl), dänisch Venningsted-Brarup (Sild)) ist eine Gemeinde im Kreis Nordfriesland in Schleswig-Holstein.

## Geographie

### Geographische Lage
Das Gebiet der Gemeinde Wenningstedt-Braderup (Sylt) erstreckt sich unmittelbar nördlich anschließend von selbigem der Gemeinde Sylt auf der nordfriesischen Insel Sylt über die gesamte Inselbreite nördlich von dessen Ortsteil Westerland. Es wird naturräumlich dem Landschaftsraum Nordfriesische Geestinseln zugerechnet, einem Teilraum der Schleswig-Holsteinische Marschen und Nordseeinseln (Haupteinheit Nr. 68) (Teilgebiet 680 Nordfriesische Geestinseln).

### Ortsteile

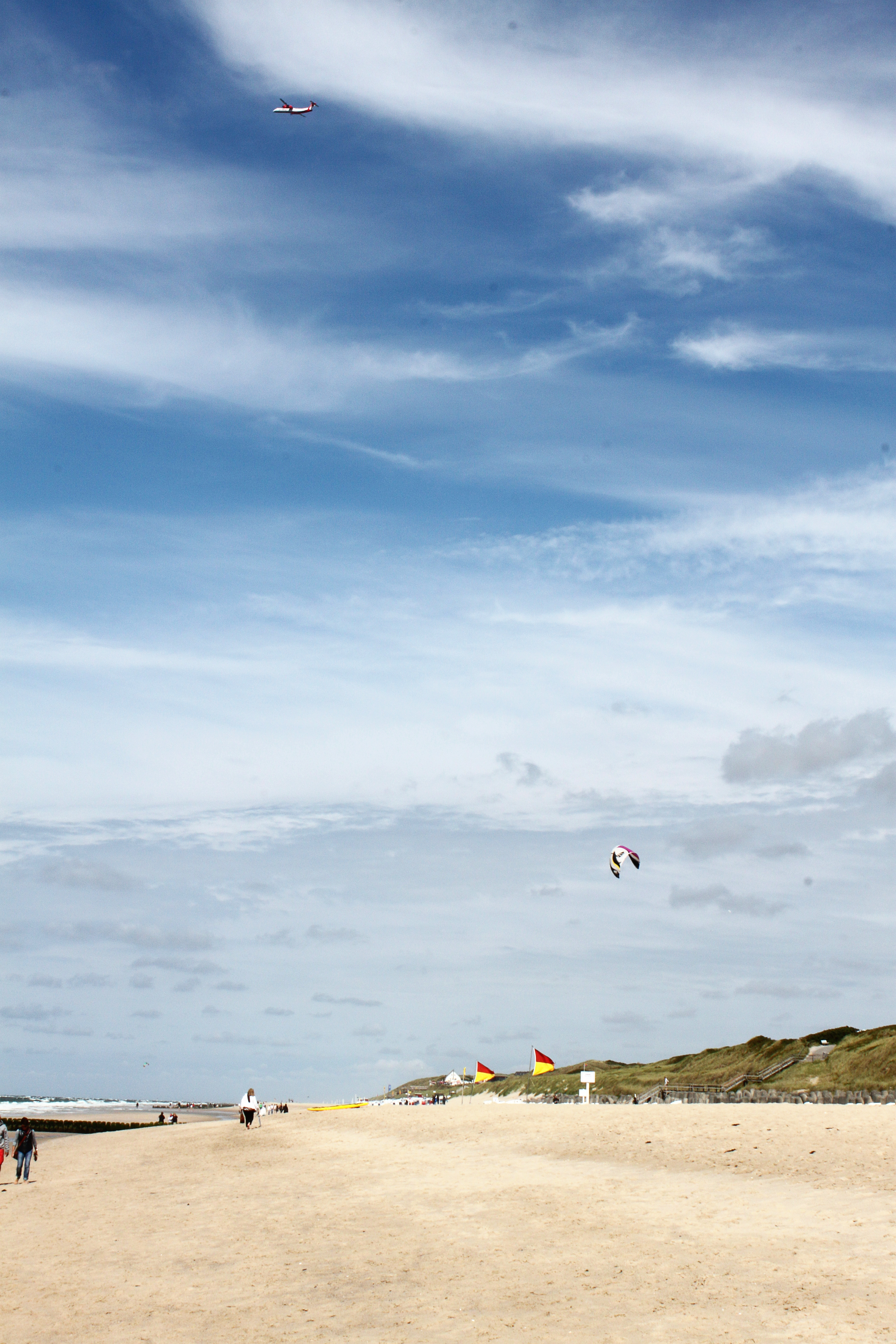
Strand und Promenade von Wenningstedt-Braderup

Wenningstedt-Braderup besteht aus dem Ortsteil Wenningstedt, an der Westküste gelegen und dem östlich am Wattenmeer gelegenen Ortsteil Braderup.
Wenningstedt bildet aufgrund seiner erheblich höheren Einwohner- und Gästebettenzahl das Zentrum der Gemeinde mit Gemeindebüro, Kurverwaltung und Einzelhandel.
Der Ortsteil Braderup weist keinen eigentlichen alten Ortskern auf, sondern war bis Mitte des 19. Jahrhunderts lediglich eine Bauerschaft mit wenigen Höfen. Dort finden sich auch bis heute keine großen Hotels. Sehenswert sind dort die zum Wattenmeer hin gelegenen, weiten Heideflächen der Braderuper Heide, sowie das Natur- und Infozentrum der Naturschutzgemeinschaft Sylt.

### Nachbargemeinden
Das Gemeindegebiet wird nördlich begrenzt von dem der Gemeinde Kampen, südlich von dem der Gemeinde Sylt.

## Geschichte

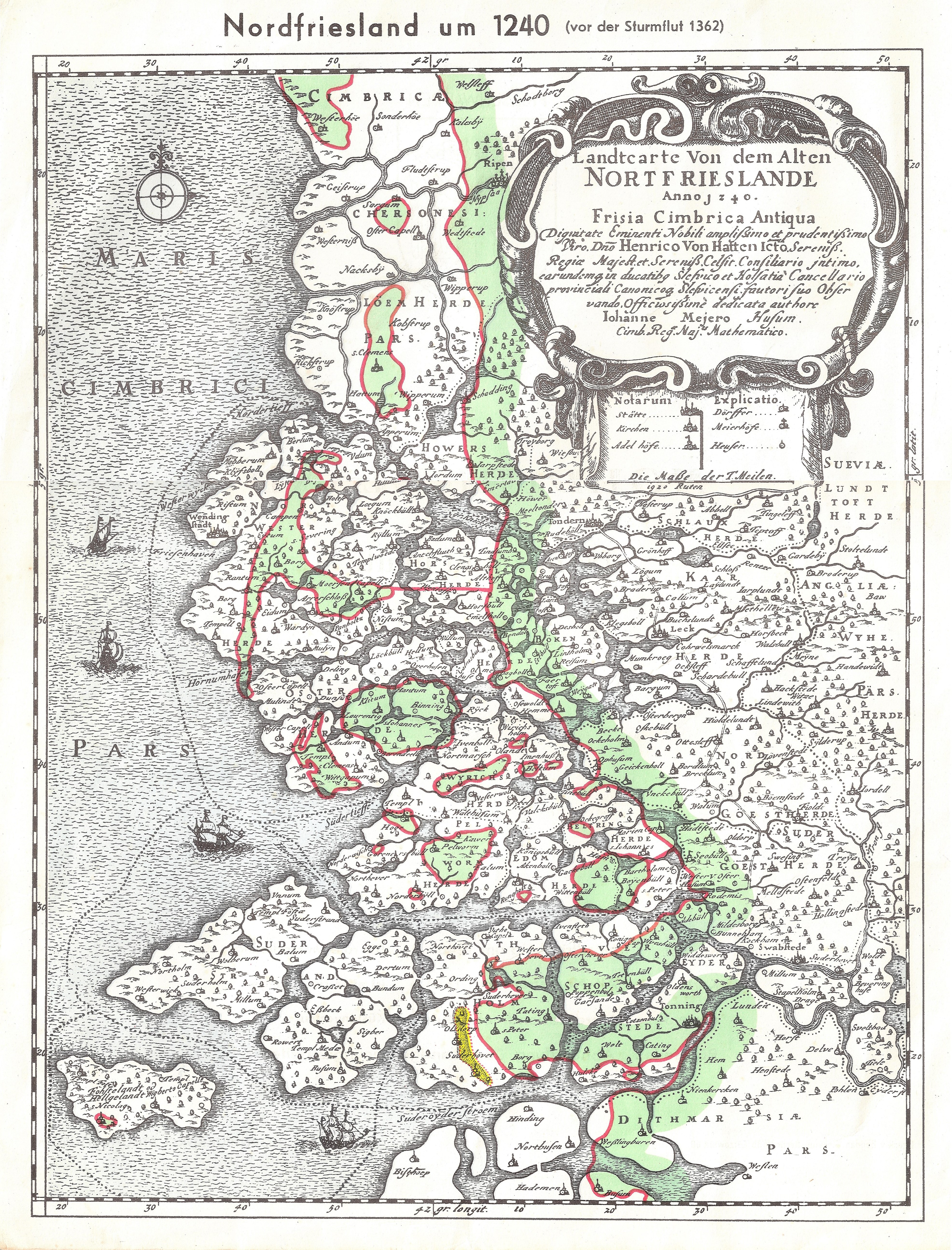
Nordfriesland-Karte von Johannes Mejer um 1240 (vor der Sturmflut 1362). Die roten Linien geben den heutigen Küstenverlauf an.

Vor der großen Sturmflut (Zweite Marcellusflut) im Jahr 1362 befand sich nach der Nordfriesland-Karte (um 1240) von Johannes Mejer der Ort „Wendingstadt“, etwa 2 km westlich von der heutigen Westküste von Sylt, der mit der Sturmflut nebst großer Landflächen verloren ging.
Die Stammesführer der Angeln, Hengest und Horsa sollen nach alter Überlieferung von diesem Hafen aus mit ihrem Heer nach England aufgebrochen sein. Die Straße Horsatal erinnert an diese Begebenheit.
Bis zu Beginn des 19. Jahrhunderts bestand der heutige Ort Wenningstedt aus nur acht Stavenplätzen (= Höfen). Seine Einwohner lebten von der Landwirtschaft und dem Fischfang. Nicht wenige Männer fuhren auf Walfangschiffen ins Nordmeer oder gingen auf Schiffen Hamburger Reedereien auf Heringsfang. Das Wachstum des Ortes begann erst mit dem Einsetzen des Fremdenverkehrs Mitte des 19. Jahrhunderts. Seit 1859 ist Wenningstedt Seebad, seit 1960 Nordseeheilbad. Wenningstedt bildete ab dem 27. Juni 1871 mit Kampen und Braderup die Gemeinde Norddörfer. Der Begriff „Norddörfer“ entstand zu der Zeit, als List, die nördlichste Gemeinde/Siedlung der Insel, als Teil der Königlichen Enklaven unmittelbar zum Königreich Dänemark gehörte. Der Rest der Insel gehörte als Landschaft Sylt zum Herzogtum Schleswig, das dem dänischen Königreich als Reichslehen verbunden war. Somit waren Wenningstedt, Kampen und Braderup die schleswigschen „Norddörfer“. Nach dem Deutsch-Dänischen Krieg kam die gesamte Insel von Dänemark zu Preußen. Im Jahre 1914 wurde die protestantische Friesenkapelle am Dorfteich errichtet. Am 21. März 1927 bildete Kampen eine eigene Gemeinde, und die Gemeinde Norddörfer benannte sich am 1. Juli 1927 in Wenningstedt um.
Von 1907 bis 1970 lag Wenningstedt an der Kleinbahnstrecke der „Sylter Inselbahn“, die Westerland mit List verband.
In der Zeit der NS-Diktatur besaß Hermann Göring ein Sommerhaus bei Wenningstedt. Während des Zweiten Weltkriegs war in den Dünen nordwestlich von Wenningstedt, etwa in Höhe des heutigen Campingplatzes, eine schwere Seezielbatterie stationiert. Zu unmittelbaren Kriegshandlungen kam es nicht; die Anlagen wurden nach der deutschen Kapitulation von britischen Besatzungstruppen in den 1950er Jahren gesprengt und später von Pionieren der Bundeswehr vollständig abgetragen und mit Dünensand bedeckt.
Am 12. August 2002 wurde der Gemeindename von Wenningstedt in Wenningstedt-Braderup geändert.

## Politik

### Gemeindevertretung
Bei der Kommunalwahl am 14. Mai 2023 wurden insgesamt 15 Sitze vergeben. Von diesen erhielten die Aktiven Bürger 7 Sitze, die Grünen 3 Sitze, die BWB und die CDU 2 Sitze und Zukunft. einen Sitz.

### Bürgermeister
Für die Wahlperiode 2018–2023 wurde Katrin Fifeik erneut zur Bürgermeisterin gewählt. 2023 verkündete sie, nicht erneut zur Wahl anzutreten. Seit dem 27. Juni 2023 ist Kai Müller von der Wählergemeinschaft „Aktive Bürger“ Bürgermeister der Gemeinde Wenningstedt-Braderup.

### Wappen
Das Wappen und die Flagge wurden am 11. Mai 1959 genehmigt.
Blasonierung: „Schräglinks durch Wellenschnitt geteilt. Rechts in Rot ein goldenes, aus der Teilungslinie hervorkommendes Wikingerboot, dessen Vordersteven in einem Drachenkopf mit schwarzer, herausgeschlagener, pfeilförmiger Zunge endet, links in Silber zwei blaue, schräglinke Wellenbalken.“
Die schräge Teilung des Wappens der Gemeinde Wenningstedt im Wellenschnitt versinnbildlicht, in Verbindung mit den parallelen Wellenbalken des unteren Feldes, die in einer Gemeinde auf der Insel Sylt besonders spürbare Gewalt des Meeres. Seefahrt und Fischfang bildeten von Anbeginn bis in das 19. Jahrhundert die hauptsächliche Erwerbstätigkeit der Wenningstedter. Mit Gründung des Seebades 1859 entwickelte sich der Fremdenverkehr zunehmend zum dominierenden Wirtschaftszweig. Das Wikingerschiff symbolisiert als historischer Schiffstyp die wechselvolle Vergangenheit des Ortes. Wenningstedt soll ehemals ein bedeutender friesischer Hafenort gewesen sein. Zugleich bezeugt das Schiff den Wagemut und die Initiative der „Uthland-Friesen“. Die „Friesenfarben“ Gold, Rot und Blau sind auch die Farben der Insel Sylt. Blau, Silber und Rot sind die Farben Schleswig-Holsteins. Beide Farbdreiklänge werden im Wappen verwendet, um die Zugehörigkeit der Gemeinde zu Friesland und zum Land Schleswig-Holstein zum Ausdruck zu bringen.
Das Wappen wurde von dem Brunsbütteler Heraldiker Willy „Horsa“ Lippert gestaltet.

### Flagge
Die Flagge zeigt inmitten eines gelben Feldes, etwas zur Stange hin verschoben, das Gemeindewappen.

## Sehenswürdigkeiten
Nordöstlich des Ortes befindet sich die Braderuper Heide. Diese urwüchsige Heidelandschaft wurde bereits in den 1920er Jahren zum Naturschutzgebiet erklärt und zählt heute zu den natürlichen Sehenswürdigkeiten der Insel.  Dieses Naturschutzgebiet grenzt unmittelbar an den Nationalpark Schleswig-Holsteinisches Wattenmeer, durch den geführte Wattwanderungen angeboten werden.
Das Ganggrab Denghoog, das vor über 5000 Jahren in der Jungsteinzeit errichtet wurde, liegt am nördlichen Rand des Ortsteils Wenningstedt. Der Name bedeutet Thinghügel. Es besteht aus zwölf Tragsteinen, die eine Decke aus drei Steinplatten stützen. Es wurde 1868 geöffnet und ist seit 1928 für Besucher zugänglich.
Weiterer Anziehungspunkt ist der Dorfteich im Zentrum des Ortsteils Wenningstedt. Dieser Teich wurde der Gemeinde Wenningstedt in den 1950er Jahren von den Eigentümerfamilien geschenkt mit der Maßgabe, ihn für die Öffentlichkeit zugänglich zu machen und als Kureinrichtung zu erhalten. Heute bildet dieser Bereich zwischen Hauptstraße und Friesenkapelle einen Ruhepol mitten im Ort. Eine Satzung regelt, dass angrenzende Bebauung mit Reetdächern zu versehen ist, um den dörflichen Charme zu erhalten.
Wenningstedt liegt am Rande der Dünenlandschaft auf dem Roten Kliff. Unterhalb des Kliffs liegt, über die gesamte Länge des Ortes, ein Sandstrand, der insbesondere im Sommer als bewachter Badestrand die Haupt-Touristenattraktion ist. In den Dünen oberhalb des Kliffs erinnert ein Gedenkstein an die ehemalige Segelflugschule Wenningstedt. 

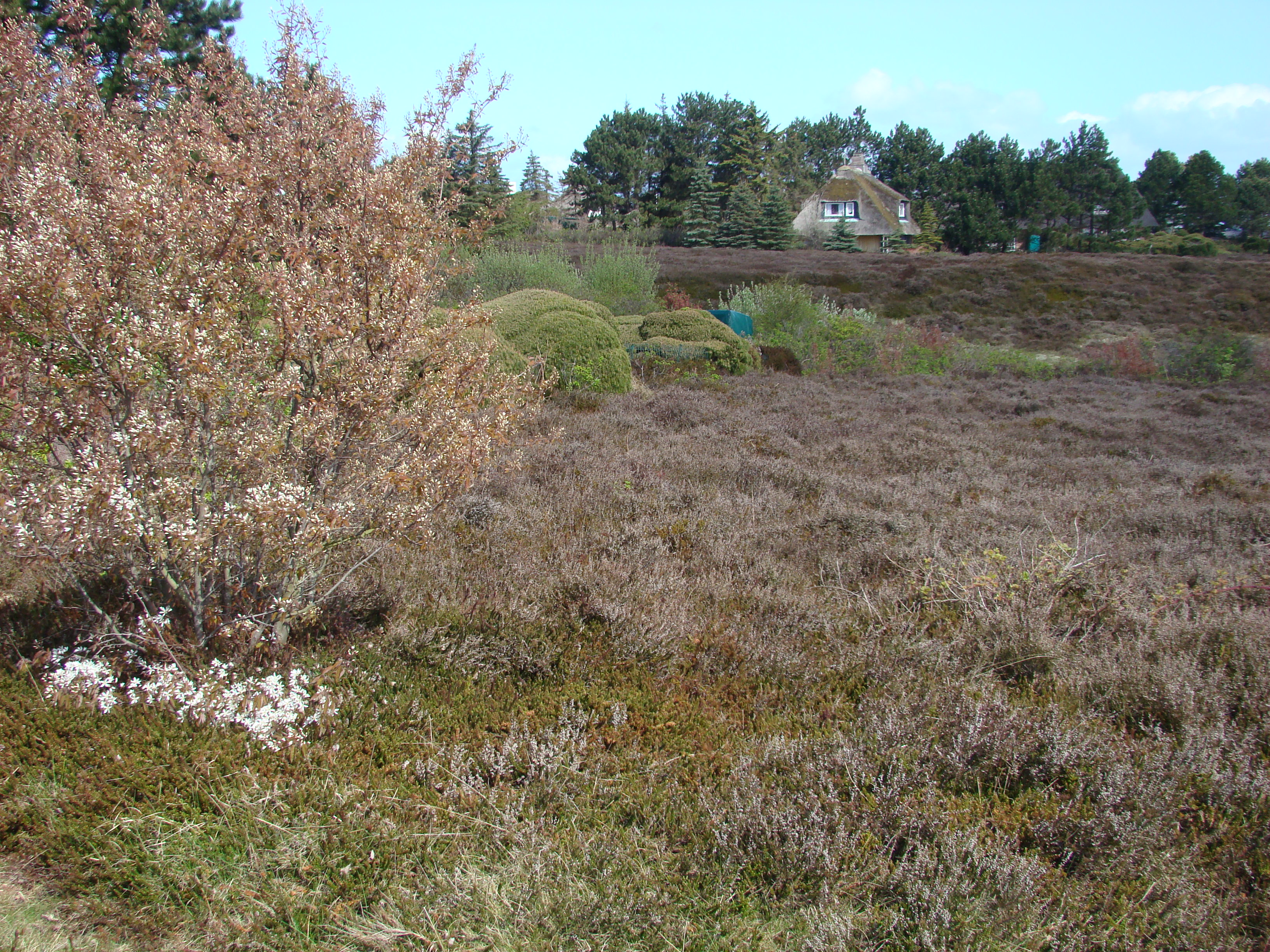
NSG Braderuper Heide
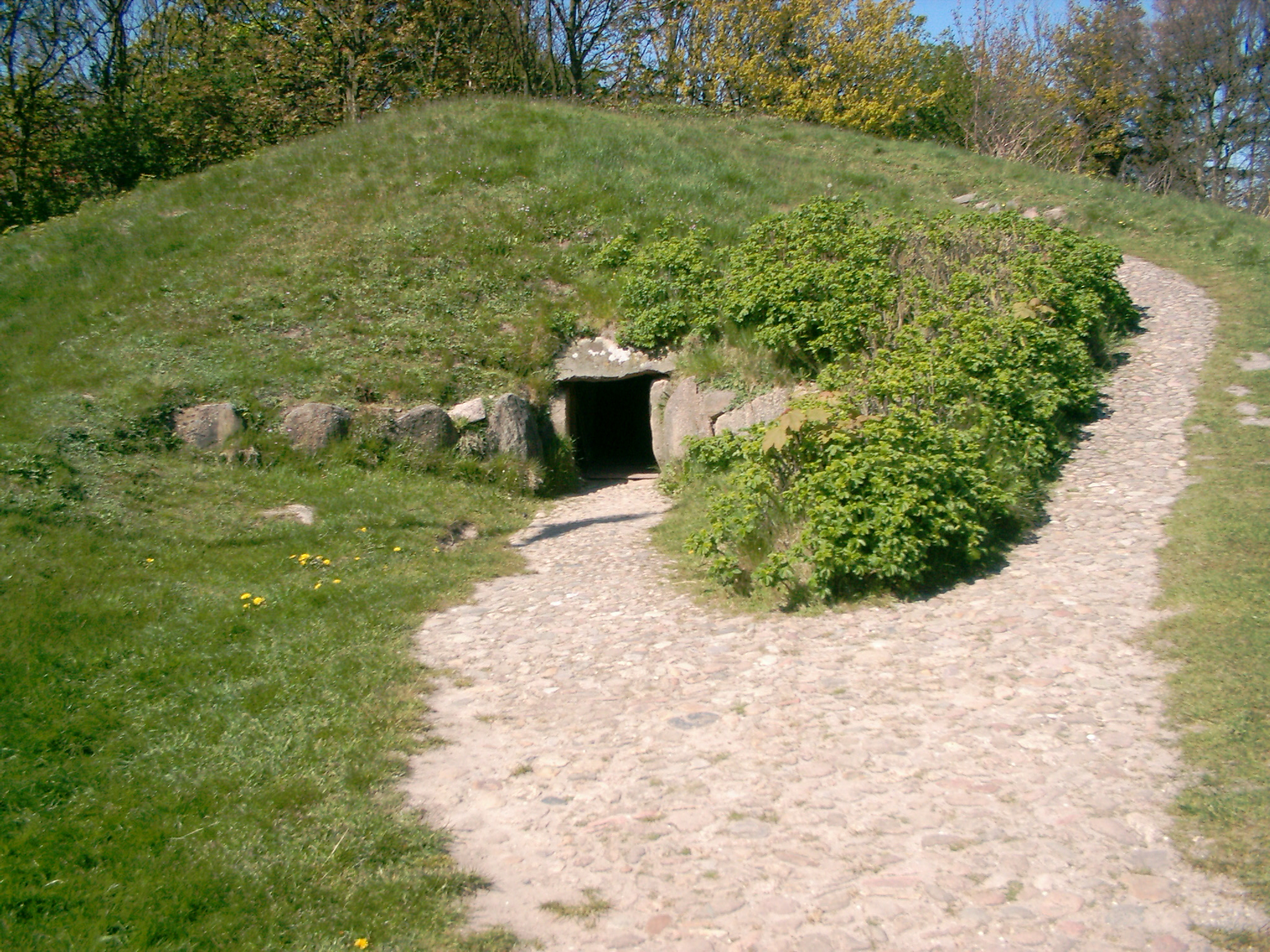
Das Hünengrab Denghoog
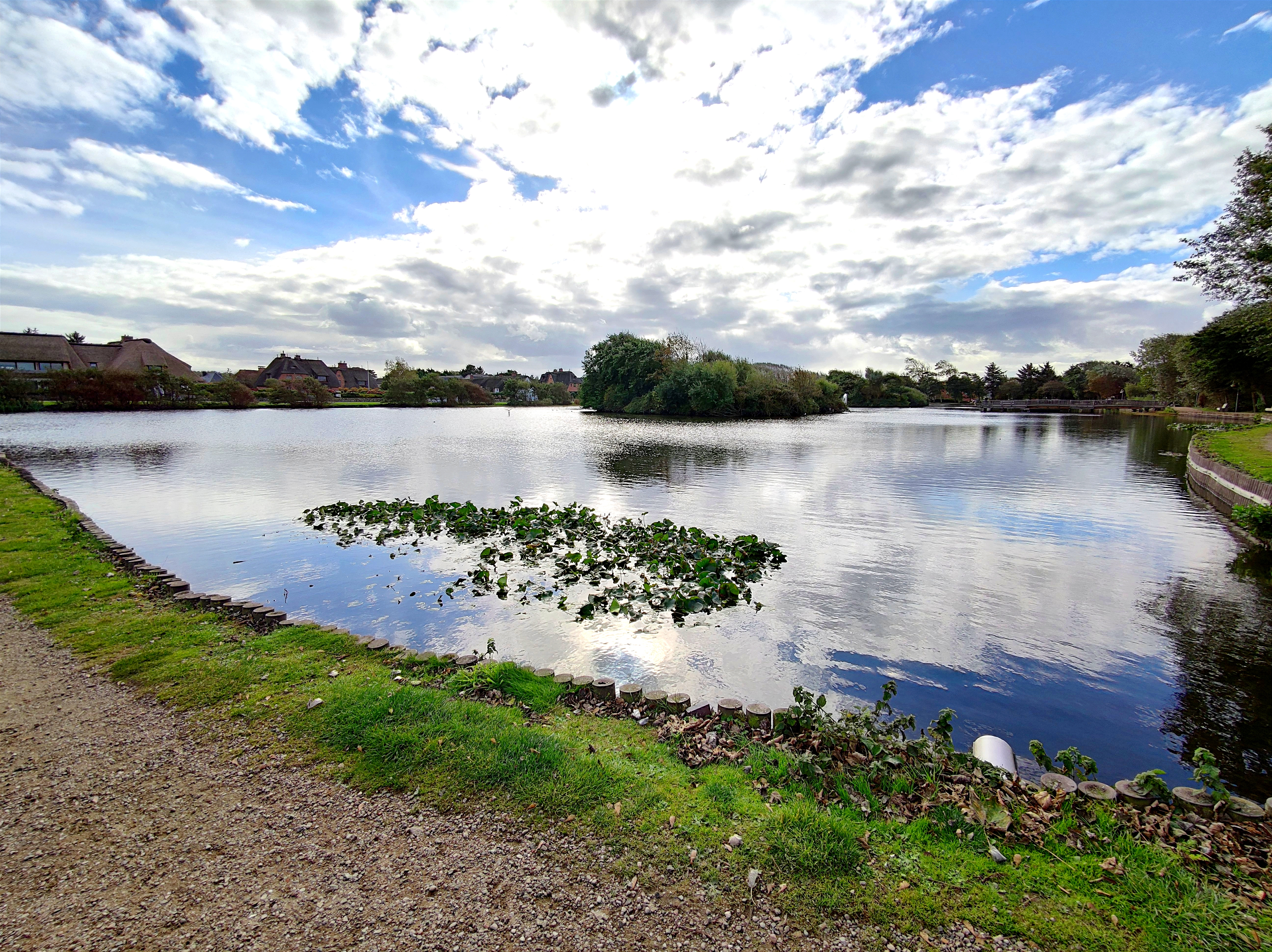
Der Dorfteich
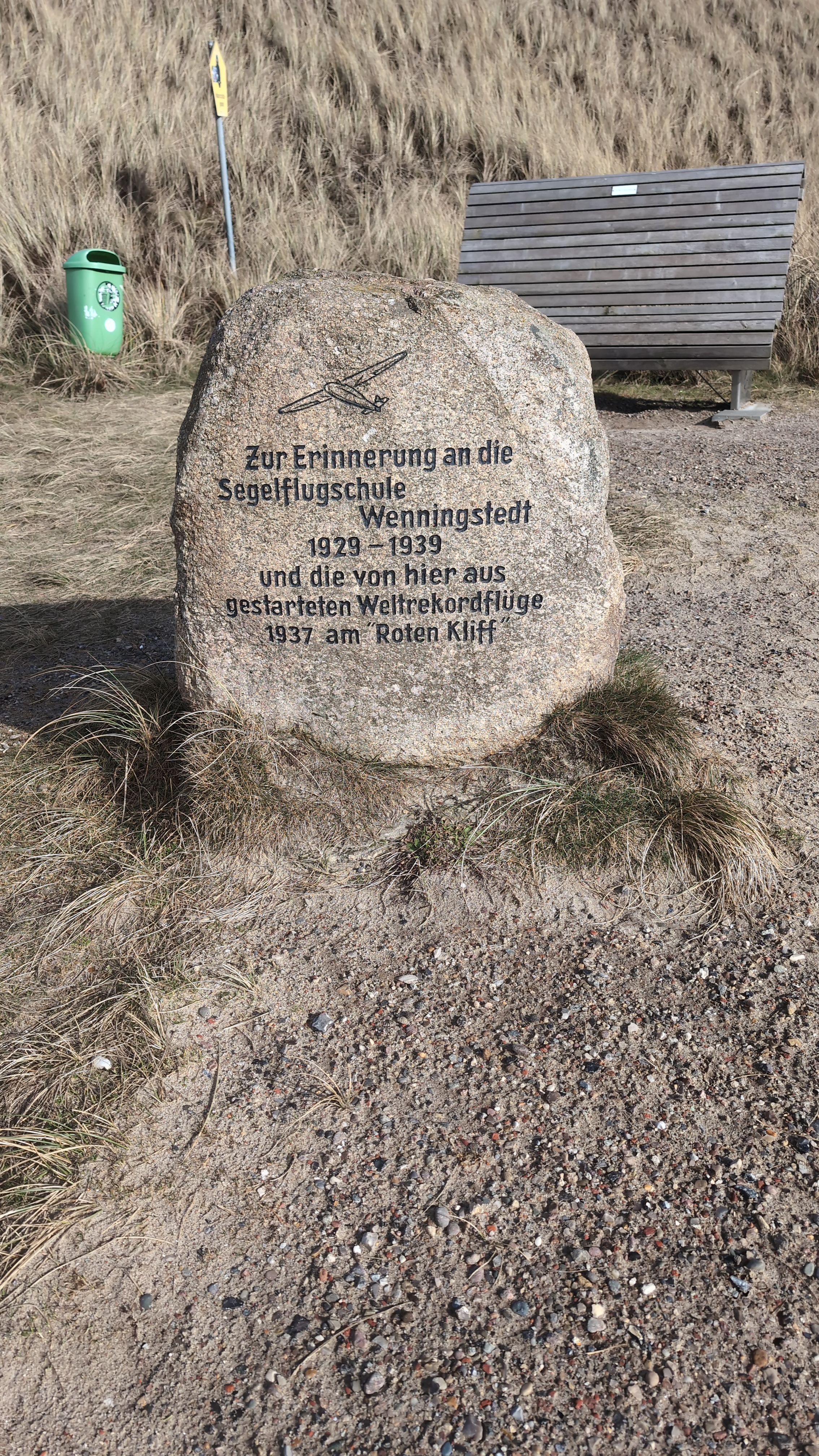
Gedenkstein Segelflugschule Wenningstedt

## Tourismus
Wenningstedt bezeichnet sich selbst heute als „Familienbad“ und ist mit ca. einer Million Übernachtungen der fünftgrößte Urlaubsort in Schleswig-Holstein. Die Übernachtungszahlen verteilen sich auf 7000 Gästebetten, von denen (rechnerisch) 2000 dem Wenningstedter Campingplatz zugerechnet werden, etwa 4000 den Ferienhäusern. Die verbleibenden entfallen auf die Wenningstedter Hotels und Pensionen.
Wenningstedt gilt ferner als Kurort, jedoch sind die klassischen Kuranwendungen auf Grund der veränderten Krankenkassenregelungen nahezu ausgestorben. So sind zurzeit nur noch weniger als 2 % aller Gäste echte Kurgäste, die gezielt eine verschriebene Kur nutzen. Dennoch ist der Kurwert Wenningstedts nach wie vor unbestritten. Die Nordsee mit dem rauen Reizklima fördert die Gesundheit und stärkt das Abwehrsystem auch ohne spezielle Anwendungen. Das Kurhaus des Ortes, in dem früher neben Trinkkuren und Massagen auch Schlick- und Heilbäder angeboten wurden, ist im Zuge dieser Entwicklung aufgegeben und abgerissen worden.
Der Tourismus in Wenningstedt profitiert auch von den beiden in unmittelbarer†te Gäste an. So machte zum Beispiel der Maler Wassily Kandinsky im August 1924 mit seiner Frau Nina Urlaub in Wenningstedt. Der Nationalsozialist und (spätere) Kriegsverbrecher Hermann Göring besaß ein Sommerhaus in Wenningstedt, wo er sich regelmäßig aufhielt. Der Buddhist und Schriftsteller Paul Dahlke errichtete in Wenningstedt das wohl größte Buddha-Denkmal Europas und lebte selbst lange Jahre auf der Insel. Der Schauspieler Heinz Schubert (Ekel Alfred) fand in seiner Wahlheimat Wenningstedt seine letzte Ruhestätte.

## Religion

### Christentum

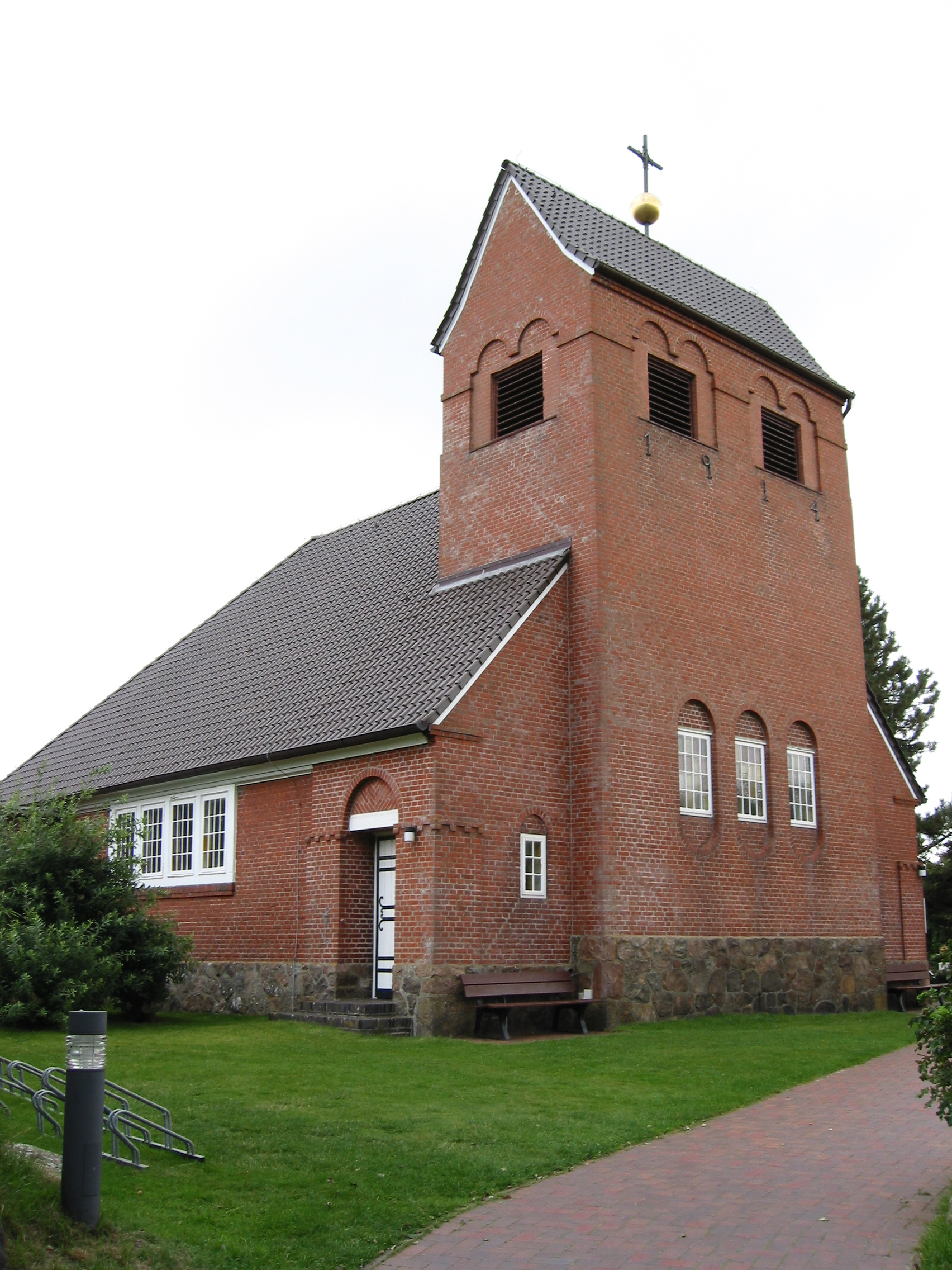
Die „Friesenkapelle“

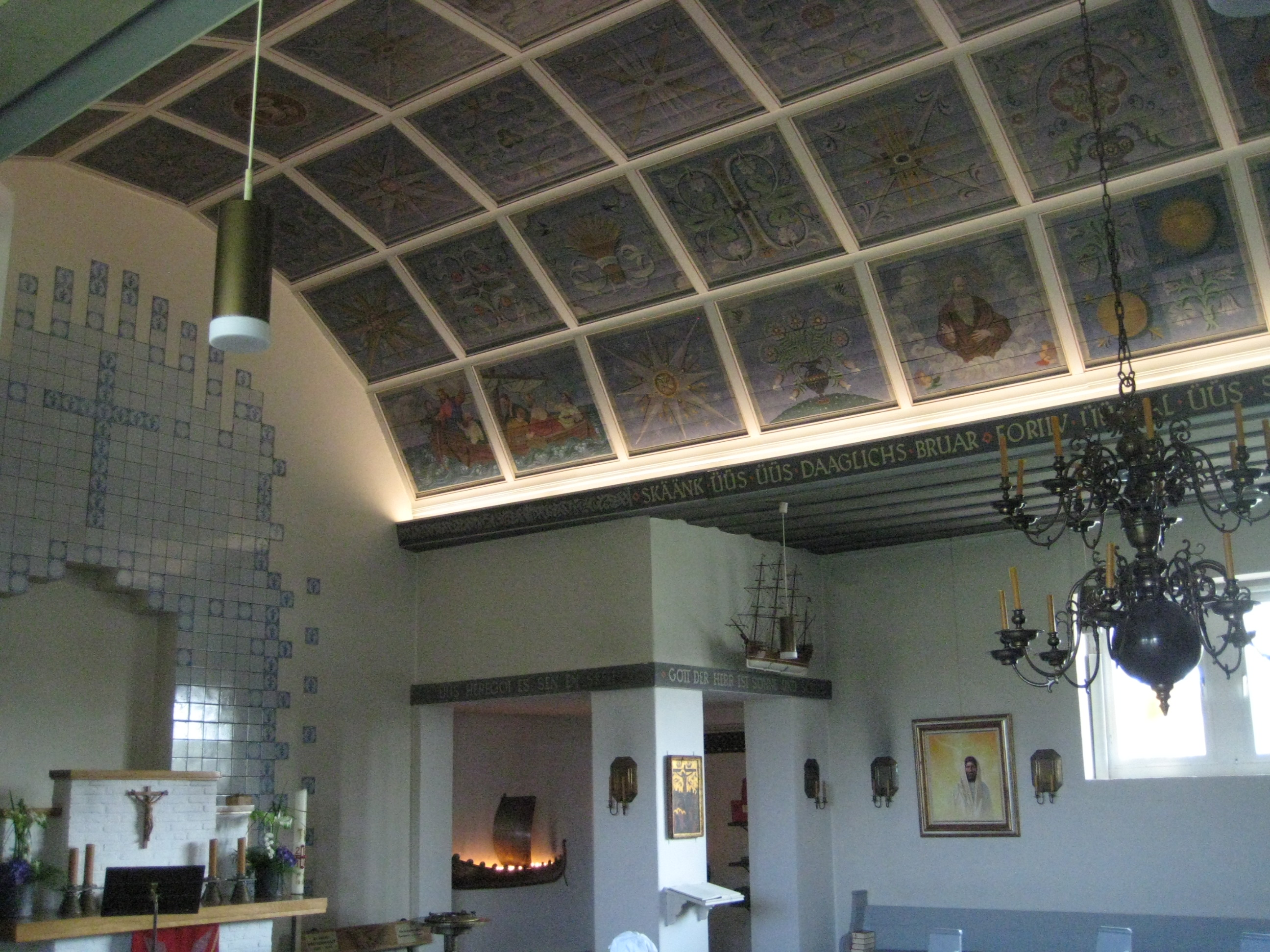
Kassettendecke mit Vaterunser auf Friesisch an der Basis

Von jeher waren die Friesen aus christlicher Sicht ein heidnisches Volk. Mit der Christianisierung wurden sie zwar katholisch, behielten jedoch einige ihrer heidnischen Rituale bei, wie z. B. das Biikebrennen. Die erste Kirche für das Dorf Wenningstedt lag im damaligen Hauptort der Insel, in Keitum, es war die heute noch bestehende Pfarrkirche St. Severin. Mit der Reformation nahmen die Insulaner das lutherische Bekenntnis an, welches eine Mehrheit heute noch vertritt. Erst 1914 wurde in unmittelbarer Nähe zu einer heidnischen Kultstätte die so genannte Friesenkapelle der ev.-luth. Kirche errichtet, nachdem die Wenningstedter sich zuvor in den Wintermonaten auf den beschwerlichen Weg zur Keitumer St.-Severins-Kirche machen mussten, denn nur in den Sommermonaten fand für die Kurgäste wöchentlich ein Gottesdienst im Saal des Gasthofes „Friesenhof“ statt.
Zum Erhalt der Eigenständigkeit der Friesenkapelle und der Pastorenstelle wurde im September 2005 die Stiftung „Üüs Serk – Unsere Kirche“ gegründet. Hierdurch will die Kirchengemeinde ihre Arbeit in den Norddörfern Kampen, Wenningstedt und Braderup sichern. Dazu sind bisher knapp eine Million Euro Stiftungskapital zusammengekommen (Stand 2012). Die Gemeinde hofft, mittelfristig allein aus den Zinsen des gespendeten Geldes rund 50 000 Euro pro Jahr für ihre Arbeit verwenden zu können.
Die nächstgelegene römisch-katholische Kirche ist St. Christopherus in Westerland. Auch eine dänische Kirche befindet sich dort.
(Vesterland Danske Kirke).
Westlich der Kapelle liegt der Ortsfriedhof und ein Ehrenfriedhof für die in den Weltkriegen gefallenen Soldaten. Die Lebensdaten sind mit germanischen Runenzeichen (statt * und †) eingetragen.

### Buddhismus
Durch den Arzt und Schriftsteller Paul Dahlke erreichte Anfang der 1910er Jahre der Buddhismus die Insel. Dahlke errichtete um 1914 in Wenningstedt sein „Buddhistisches Heim“, das auch als Treffpunkt und Tempel für Buddhisten auf der Insel dienen sollte. Von dem geplanten Bau eines buddhistischen Klosters in der Braderuper Heide – es wäre das erste auf europäischem Boden gewesen – nahm er jedoch Abstand, da ihm nach der Wiederaufnahme der Pläne für den Bau des Hindenburgdamms die Insel nicht mehr abgeschieden genug erschien. Im Jahr 1920 hatte er bereits in der Braderuper Heide, an jener Stelle, wo er für das geplante Kloster Land erworben hatte, ein buddhistisches Denkmal aus roten Ziegelsteinen mit der Inschrift „Namo Buddhaya – Ehre dem Erhabenen. Paul Dahlke“ errichten lassen. 1932 oder 1933 wurden die Buchstaben von Unbekannten herausgeschlagen. Im Herbst 1939 schließlich wurde das gesamte Denkmal von den Nationalsozialisten – im Hinblick auf eine angedachte Flughafenerweiterung – zerstört, die Trümmer wurden beseitigt. Heute spielt der Buddhismus auf Sylt keine bedeutende Rolle mehr. Ein buddhistisches Zentrum des Diamantwegsbuddhismus existiert in Westerland im Bundiswung.

## Architektur, Siedlungsentwicklung

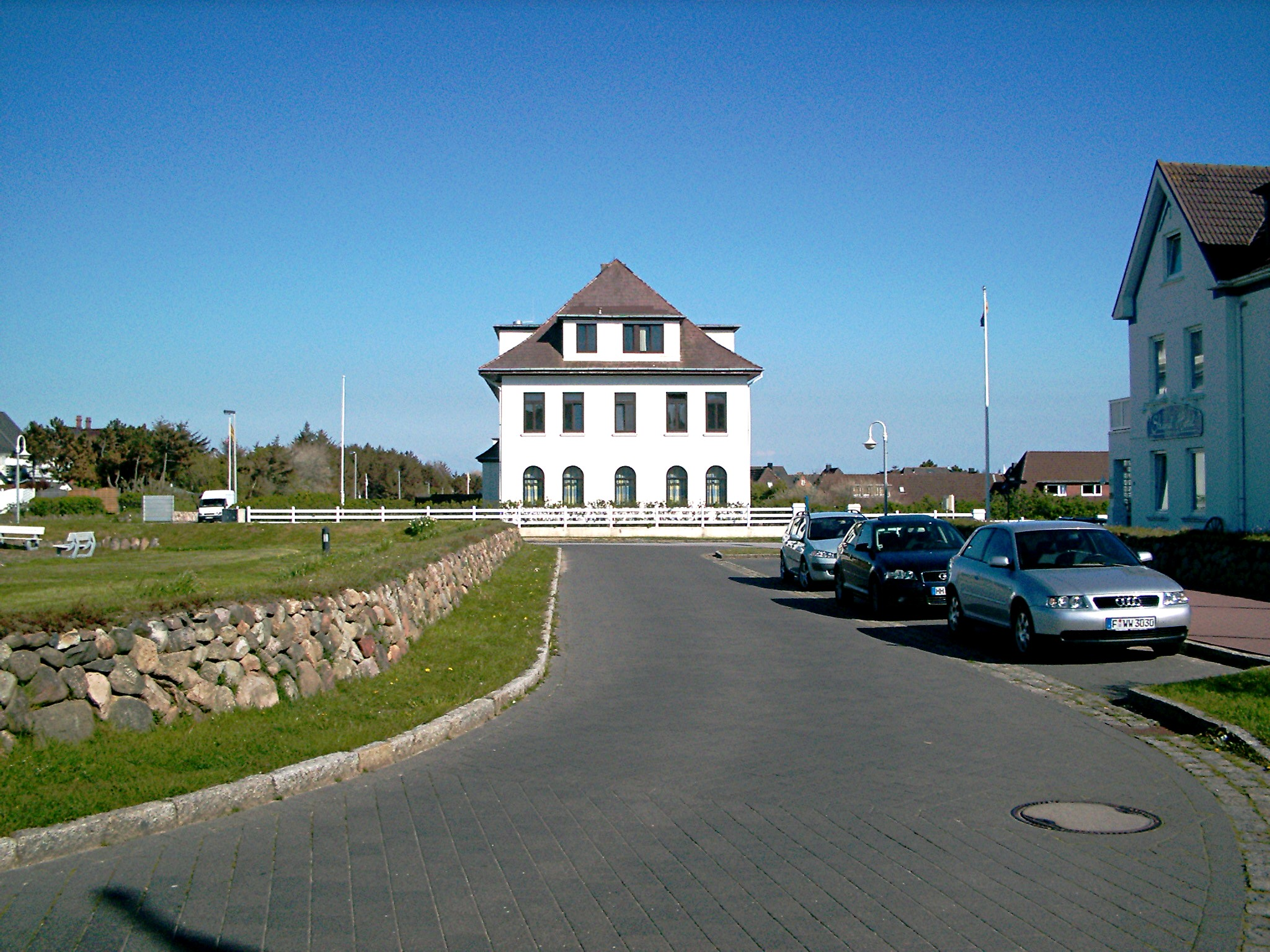
Schullandheim in Wenningstedt

Die Bebauung Wenningstedts war bis Mitte des 19. Jahrhunderts geprägt vom uthlandfriesischen Baustil der Bauernhäuser. Ortsmittelpunkt war der Dorfteich (Kiar). Mit Einsetzen des Tourismus entstanden in den Jahren vor 1900 zahlreiche Logierhäuser und Villen für Sommergäste.
Bis dahin gab es im Ort kein planmäßiges Straßensystem, auf dem Reißbrett entstanden nun in dieser Zeit Straßen und Grundstücksparzellen. Die heutige Straßenführung beruht im Wesentlichen auf den damaligen Reißbrettentwürfen.
Da die Gästehäuser sich immer weiter vom alten Ortskern entfernten, verlagerte sich das neue Zentrum nach Westen hin zum Strand. Nun war die prägende Bebauung des Ortsbildes der Bäderstil – zweigeschossige Bauten mit hohen Räumen und weißen Holzveranden, als Umfriedung diente nun ein weiß lackierter Staketenzaun.
In den 1950er und 1960er Jahren erfasste der Bauboom auch Wenningstedt, und das Ortsbild veränderte sich erneut gravierend: Es entstanden die schlichten klassischen Ziegelbauten – oft als kleine Pensionen oder Gästehäuser, auch die ersten reinen Sommerhäuser entstanden in der Nachkriegszeit. In den 1980er und 1990er Jahren waren nahezu alle bebaubaren Grundstücke in Ortslage bebaut, so dass Neubauten in der Regel den Abriss alter Bausubstanz voraussetzten. Seit den 1980er Jahren entstehen nahezu ausschließlich Appartementhäuser – einige im friesisch-angelehnten Baustil – in der Regel in zweieinhalbgeschossiger Bauweise mit bis zu sechs Appartements. Verdrängt wurden dadurch nicht nur die klassischen Familienpensionen, auch der Wohnraum für Wenningstedter (Dauer-)Einwohner ist seit Jahren stark rückläufig. Seit Mitte der 1980er Jahre entsteht somit eine neue Art der Bebauung: Gebäude mit (öffentlich geförderten) Mietwohnungen. Hochhäuser oder Wohnblocks wie in der Nachbargemeinde Westerland sind in Wenningstedt nicht gebaut worden, lediglich entlang der Haupt- und Dünenstraße wurden in den frühen 1980er Jahren einige größere Appartementanlagen errichtet.
Seit dem Jahr 2014 entsteht zwischen den Strandübergängen „Strandstraße“ und „Risgap“ ein neues touristisches Zentrum. Auf dem Areal der 2009 abgerissenen Kurverwaltung, direkt am Kliff, wurde 2015 das neue Kurzentrum mit Veranstaltungssaal, Gastronomie und Büro des Tourismus-Service eröffnet; seeseitig hiervon erstreckt sich einen neu gestaltete Promenade entlang der Abbruchkante des Roten Kliffs. Der Zugang zum Hauptstrand der Gemeinde erfolgt nun über eine neue Holztreppenkonstruktion, die gegenüber ihrem markanten Vorgängerbau, etwas nach Süden verlagert wurde. Am südlichen Ende der Promenade wurde durch den Rückbau der Trampolinanlage und der Surfschul-Gebäude eine neue Mehrzweckfläche unmittelbar am Strandübergang Risgap geschaffen. Am nördlichen Ende der Promenade, entlang der Strandstrasse soll bis zum Jahr 2020 die bestehende Bebauung ersetzt und gegebenenfalls die Promenade Richtung Norden weitergeführt werden.

## Wirtschaft
Die Wirtschaft Wenningstedts ist – wie auf der gesamten Insel Sylt – stark vom Tourismus geprägt. Kaum ein Wirtschaftszweig lebt nicht wenigstens mittelbar vom Fremdenverkehr. Neben dem Gast- und Gastronomiegewerbe (wie Hotels, Pensionen, Appartementvermietungen, Restaurants, Kur-, Sauna, Sanatorium, Massage, Bäder und Wellnesseinrichtungen) sind auch Einzelhändler und Dienstleister auf die Kaufkraft der Gäste angewiesen.

## Persönlichkeiten
Der erste Kurdirektor der Gemeinde, Berthin Bleeg, ist Ehrenbürger von Wenningstedt-Braderup.
Hermann Göring hatte 1935 das mittlerweile unter Denkmalschutz stehende Ferienhaus Min Lütten erbauen lassen. 1958 verkaufte die Witwe Emmy Göring das Haus.